# 五华区
五华区是中华人民共和国云南省昆明市下属的市辖区。因境内五华山得名，全区面积315平方千米，2020年总人口114.31万人，區人民政府駐华山街道。

## 行政区划
五华区下辖10个街道办事处：
华山街道、护国街道、大观街道、龙翔街道、丰宁街道、莲华街道、红云街道、黑林铺街道、普吉街道、西翥街道和昆明国家高新技术产业开发区。

## 经济
2022年，五华区生产总值达1,391.07亿元，按可比价格计算，比上年增长2.3%。其中第一产业增加值2.66亿元，增长2.8%；第二产业增加值576.30亿元，增长4.1%；第三产业增加值812.11亿元，增长1.1%。三次产业结构为0.2∶41.4∶58.4。人均生产总值119,853元。城乡常住居民人均可支配收入分别为54,843元、26,592元。职工年平均工资127,188元。地方一般公共预算收入33.33亿元，人均2,872元。地方一般公共预算支出51.25亿元，人均4,416元。

## 人口
2020年第七次人口普查结果，五华区总人口（常住人口）共有1,143,085人，城镇人口1,106,215人（占96.77%），乡村人口36,870人（占3.23%）。共有男性560,382人、女性582,703人，性别比为96.17。0—14岁人口共158,866人（占13.90%），15—59岁人口共812,303人（占71.06%），60岁及以上人口共171,916人（占15.04%），其中65岁及以上人口共123,855人（占10.84%）。大学专科学历及以上人口有428,431人，15岁以上的文盲有14,731人，占15岁以上人口的1.50%。

## 交通

### 公路
- 京昆高速、 昆明绕城高速、 108国道过境。

### 地鐵
- █ 3号线的车站有五一路站、潘家湾站。
- █ 4号线的车站有小菜园站、苏家塘站、金鼎山北路站、小屯站、海屯路站、大河埂站、金川路站。
- █ 5号线的车站有圆通山站、华山西路站。